# Ferchesar
Ferchesar (IPA: [fəʁˈçeːzaʁ], anhörenⓘ) ist ein Ortsteil der Gemeinde Stechow-Ferchesar im Landkreis Havelland im Westen des Landes Brandenburg.

## Geographie

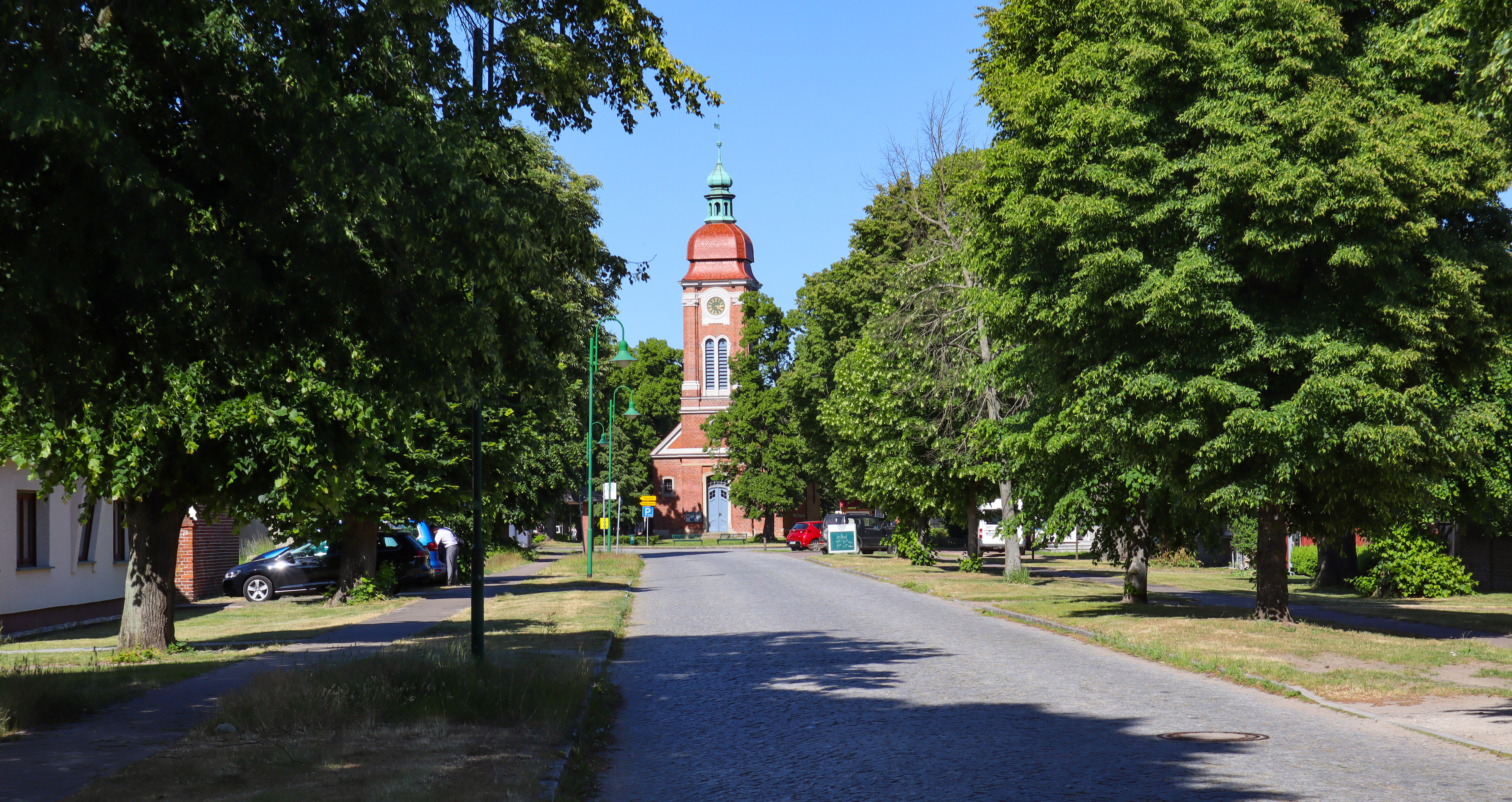
Dorfstraße mit Kirche

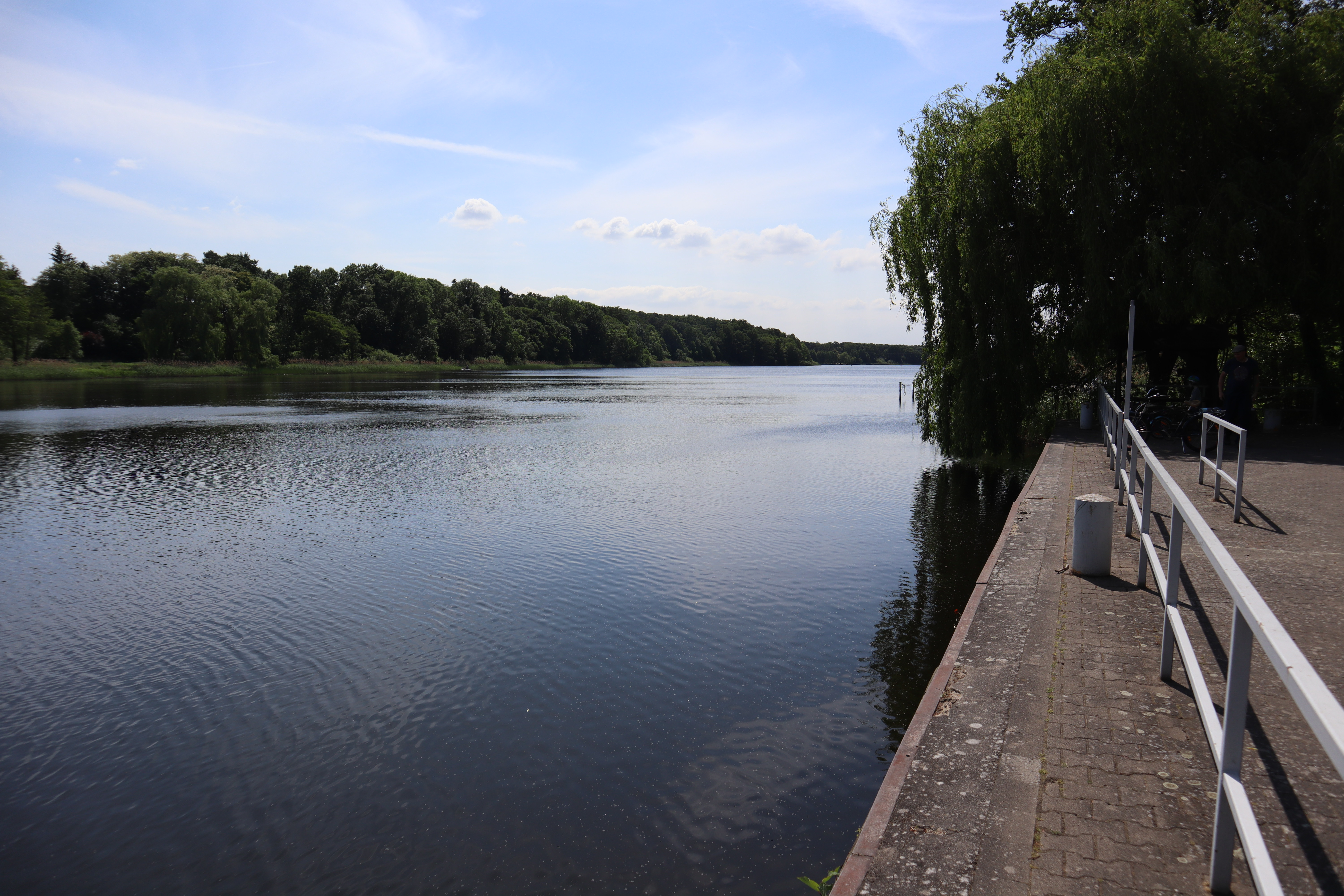
Ferchesarer See mit Kaianlage

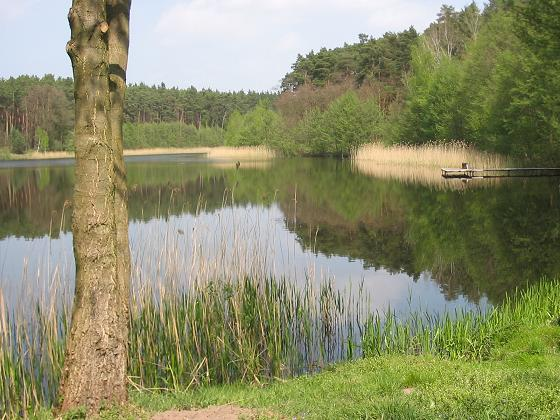
Fennsee im Dorf

### Lage
Ferchesar, ein Straßendorf mit Kirche, liegt etwa 12 Kilometer nordöstlich von Rathenow und 60 Kilometer westlich von Berlin-Spandau im Nusswinkel des Havellandes am Ferchesarer See, der gemeinsam mit dem Hohennauener See den Hohennauener-Ferchesarer See bildet.
Die Region um Ferchesar ist wald- und seenreich. Seen in Nähe sind der Fennsee direkt im Dorf, der Trintsee im Osten und der Lochower See in Norden des Dorfes.

### Gliederung
Zum Ortsteil Ferchesar gehören neben dem Dorf Ferchesar, der bewohnte Gemeindeteil Lochow im Norden, der Gemeindeteil Tegeland im Nordwesten, der Flugplatz Stechow-Ferchesar an der B 188 im Osten sowie der Campingplatz „Buntspecht“ am 1. Haken des Ferchesarer Sees.

## Geschichte

### Ursprung
Das Dorf Ferchesar ist, wie viele Orte im Landkreis Havelland, aus einer slawischen Siedlung entstanden. Der Name geht auf die polabische (elbslawische) Ortsbezeichnung *vierch jězora („Anhöhe am See“) zurück.

### Mittelalter bis Neuzeit
Das Dorf wurde erstmals im Jahr 1438 als Fercheser erwähnt, als Kurfürst Friedrich II. einen Eggert von Stechow mit den von ihm erkauften und ererbten Gütern zu Ferchesar und Stechow belehnte.
Weitere Nennungen sind 1459 Vergeser, 1467 zu Vergeszer, 1496 Ferchgezer, um 1500 alta Vercheser, 1541 Hohenfergeser, 1571 zu Vorcheiser, Hohen Fercheser, 1580 Fercheser bey Rathenow, noch 1861 hieß es Ferchesar, auch Hohen-Ferchesar. Um die gleichnamigen Dörfer Ferchesar bei Rathenow und Ferchesar bei Brandenburg unterscheiden zu können, gab man im 15./16. Jahrhundert dem heutigen Ferchesar den Zusatz „Hohen“, der Lage wegen, dem anderen den Zusatz „Nieder“. 1901 wurde jedoch Niederferchesar in Hohenferchesar umbenannt. Das soll ein Versehen eines Regierungsbeamten gewesen sein.
Ferchesar war über Jahrhunderte in vier Teile zergliedert.
| Hof (Rittergut) | Besitzer |
| --------------- | --- |
| 1               | Der zuerst genannte Hof gehörte vor 1438 Trebbow, ab 1438 den von Stechow zu Stechow. Er gehörte 1601 als Rittersitz (Hof) mit 6 Hufen und dem Tegeland dem Brandenburger Bürger Andreas Goldbeck. 1613 kaufte Hans Wichmann von Lochow den Rittersitz, 1620 erwarb er den Landbesitz des Hofes an der Feldmark Alt Lochow von der Frau des Rathenower Bürgermeisters Behrend wieder dazu. 1644 wurde erst der Rittersitz an die von Bredow verkauft, nach 1644 dann der Landbesitz an die von Knoblauch zu Ferchesar, 1798 kam auch das Gut nach etlichen Besitzerwechseln an von Knoblauch. |
| 2               | Der Hof gehörte vor 1467 Wenemer (Wennemar), ab 1467 von Lochow zu Nennhausen und Bamme, ein Hof mit 8 Hufen und dem Trintsee mit der Siedlung Lochow, ging in Teilen nach 1663 an die von Bredow (Hof 3) und andere Teile 1676 an die von Knoblauch (Hof 4). |
| 3               | Von vor 1541 bis 1745 gehörten den von Bredow zu Friesack, Wagenitz und Senzke, anfangs das Gericht im Dorf und die Fischereirechte auf dem See. Sie übernahmen Teile von Hof 2, Hof 3 ging 1691 fast vollständig an die von Knoblauch. |
| 4               | Der Hof ging 1439 von Hans Beringer an Paul von Kunersdorf über. Er gehörte den von Knoblauch zu Pessin und Ferchesar von vor 1496 bis 1945, ab 1496 ein Hof mit 5 Hufen. Ab 1676 erwarben die von Knoblauch schrittweise die anderen drei Rittergüter dazu. |

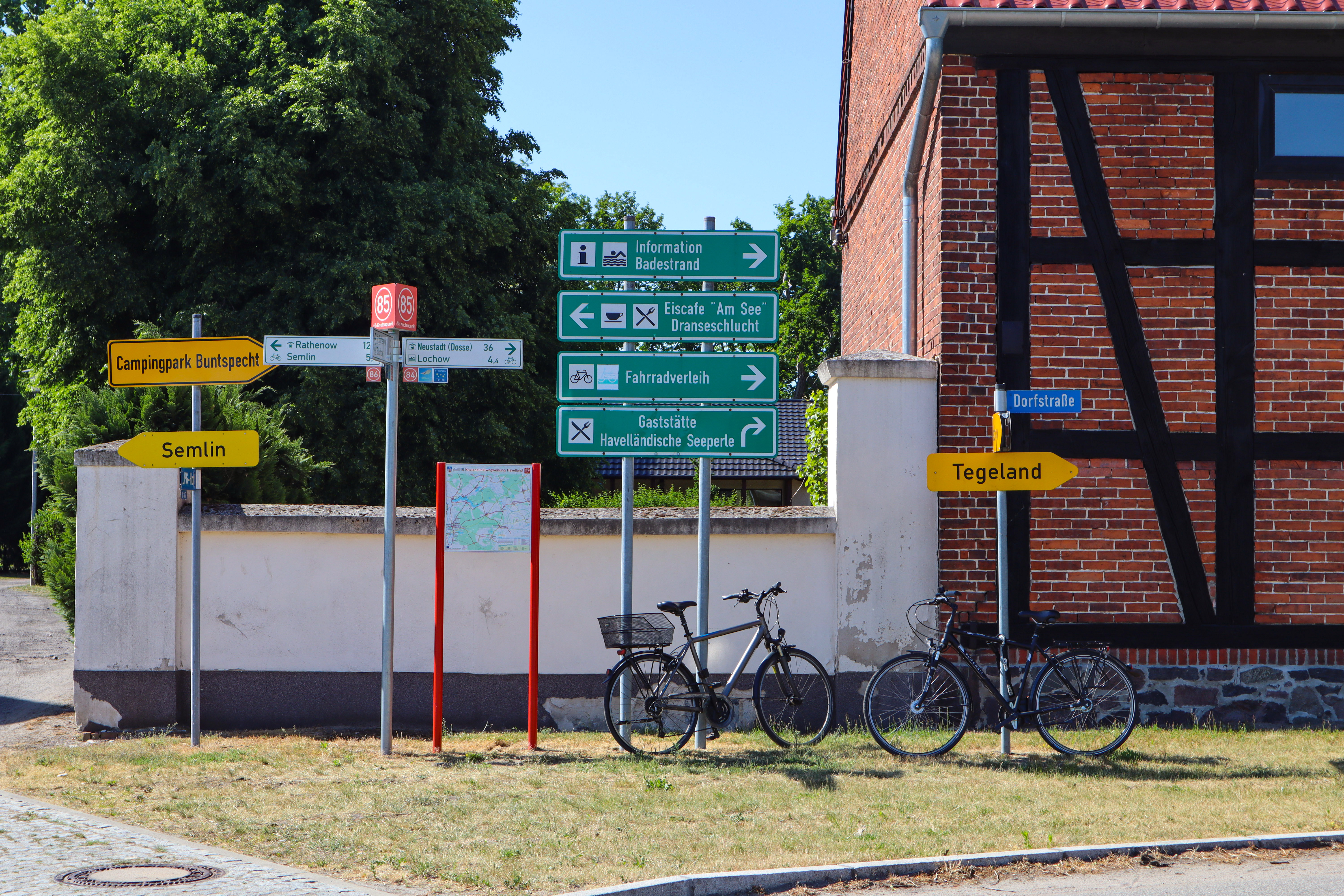
Eingang zum Gutshof mit alter Scheune

Nachfolgend wurde nur noch von einem Rittergut Ferchesar berichtet. Ferchesar brannte im Jahr 1612 bis auf die Kirche ab.
Für die Familie von Knoblauch auf Ferchesar steht zu Beginn der langen Ahnenreihe prägend der Arend von Knoblauch-Pessin, verstorben 1536. Ferchesar ist zu jener Zeit ein Nebengut, kein Hauptsitz. Arend ist auch der Stammvater verschiedener Familienlinien. Aus dem Paus Pessin II und III beginnt mit Lorenz von Knoblauch die Stammreihe zu Ferchesar. Drei Generationen später findet sich Kuno von Knoblauch auf Ferchesar, verheiratet mit Katharina Tugendreich von Lochow-Nennhausen. Deren Enkel wiederum, Friedrich Ludwig von Knoblauch-Ferchesar (1696–1771), wurde Senior und Domherr des Hochstifts zu Brandenburg. Er war verheiratet mit Katharina Hedwig von Willmersdorff. Danach sind der Obergerichtsdirektor Otto Friedrich von Knoblauch und sein unverheirateter Sohn Ludwig die Gutsherren. So folgt der Neffe Major Werner von Knoblauch-Logow (1833–1888).

### 19. bis 21. Jahrhundert

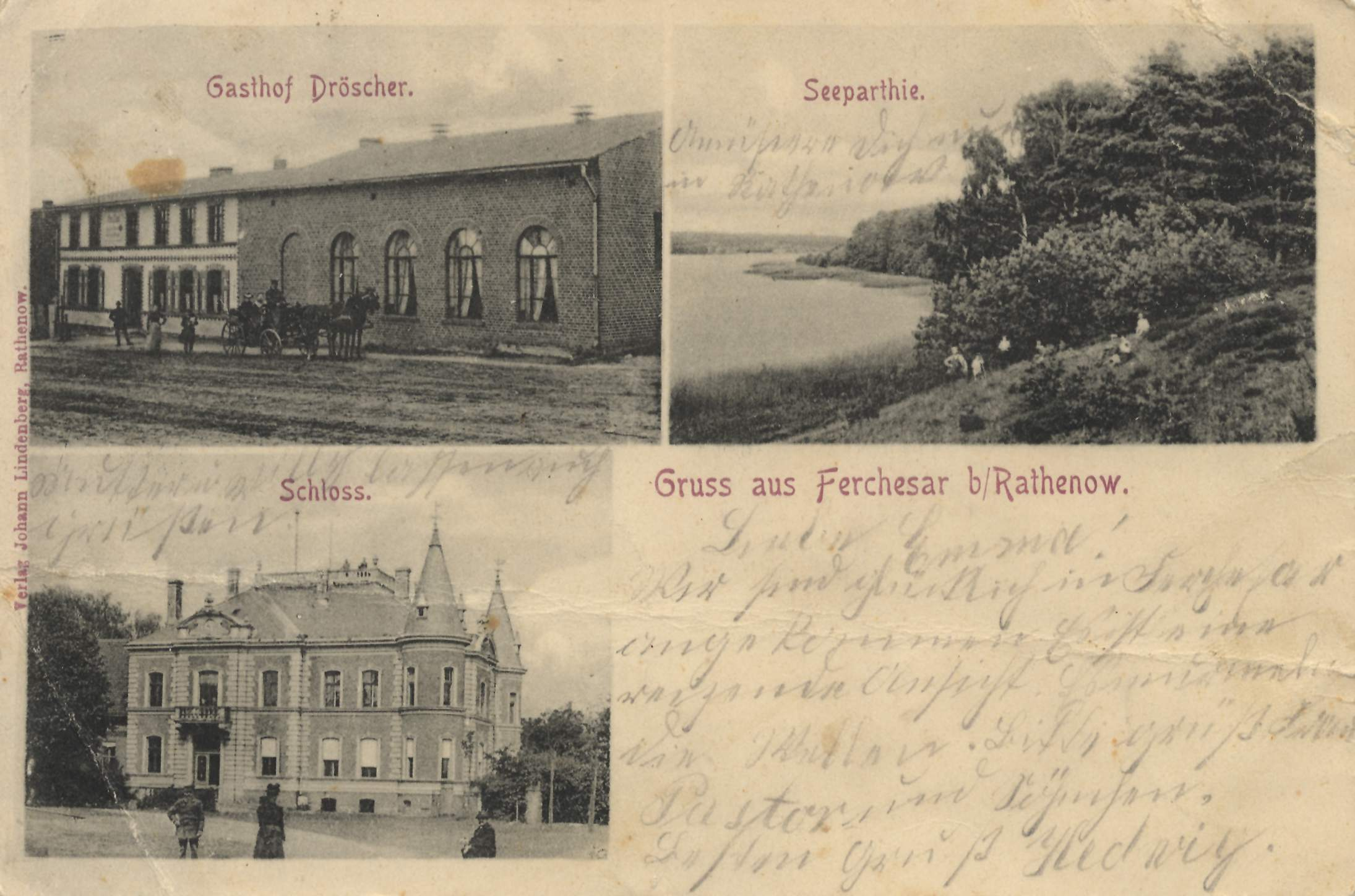
Herrenhaus und Gasthaus (1905)

In den Jahren 1830–70 entdeckten einige Grundbesitzer reiche Tonvorkommen auf ihren Feldern, womit der Aufschwung des Ziegelhandwerkes begann. Am 16. August 1846 brannte Ferchesar erneut fast nieder. Die Westseite des Dorfes sowie der Gutshof wurden dabei vernichtet. Als Folge daraus, wurden nach und nach die Rohrdächer der alten Fischer- und Bauernhäuser mit Ziegelsteinen eingedeckt, um die Brandgefahr im Dorf zu verringern. Mitte des 19. Jahrhunderts wird Gutsbesitz in einer Handmatrikel ausgewiesen. Ferchesar gilt als altes Lehngut, im Besitz des oben genannten Herrn Ludwig von Knoblauch. Etwa zwei Jahrzehnte danach führt ein Generaladressbuch das Rittergut Ferchesar mit einem Umfang von 578 Hektar Land, davon 323 Hektar Wald, im Besitz des genannten Majors von Knoblauch.
Kurz vor der großen Wirtschaftskrise 1929/1930 war das Rittergut Ferchesar mit Vorwerk Alt- und Neu-Lochow bei Stechow damals mit gesamt 919 Hektar an Karl Schaper verpachtet. Eigentümer war Werner von Knoblauch-Ferchesar. Werner von Knoblauch war Major und Ehrenritter des Johanniterorden. Als er 1938 in Ferchesar stirbt übernimmt seine Witwe Melanie, geborene von Thümen-Göbel, den Besitz. Sie lebte nach der Bodenreform in der DDR und wohnte bis zuletzt in Rathenow.
Das frühere Knoblauchsche Gut, der heutige LPG-Hof, befindet sich im Westteil des Dorfes. Bei einer Feuersbrunst im Jahre 1846 wurde es zusammen mit sechs Bauernhöfen zerstört. Im Norden des Hofes zur Seeseite wurde 1877
das Herrenhaus errichtet, ein Neurenaissance-Bau mit zwei Spitzkegeldach-Türmen und anderen prägenden Stilelementen der französischen Frührenaissance der Schlösser der Loire. 1947 wurde das Herrenhaus noch als Heim für die Freie Deutsche Jugend verwendet, danach wurde es abgebrochen.
Vom 2. April 1900 bis 1945 war Ferchesar ein Bahnhof an der Kreisbahn Rathenow-Senzke-Nauen.

### Herkunft des Ortsnamens
Der Name des Ortes lässt einen slawischen Ursprung erkennen. Er leitet sich vom polabischen verch für oberen Teil und jezer für See ab (vgl. niedersorbisch wjerch und jazor). Verch-jezer kann also als „Ort auf einer Höhe am See gelegen“ oder auch als „Ort am oberen Teil (Kopf) des Sees“ übersetzt werden.

### Urlaub und Naherholung

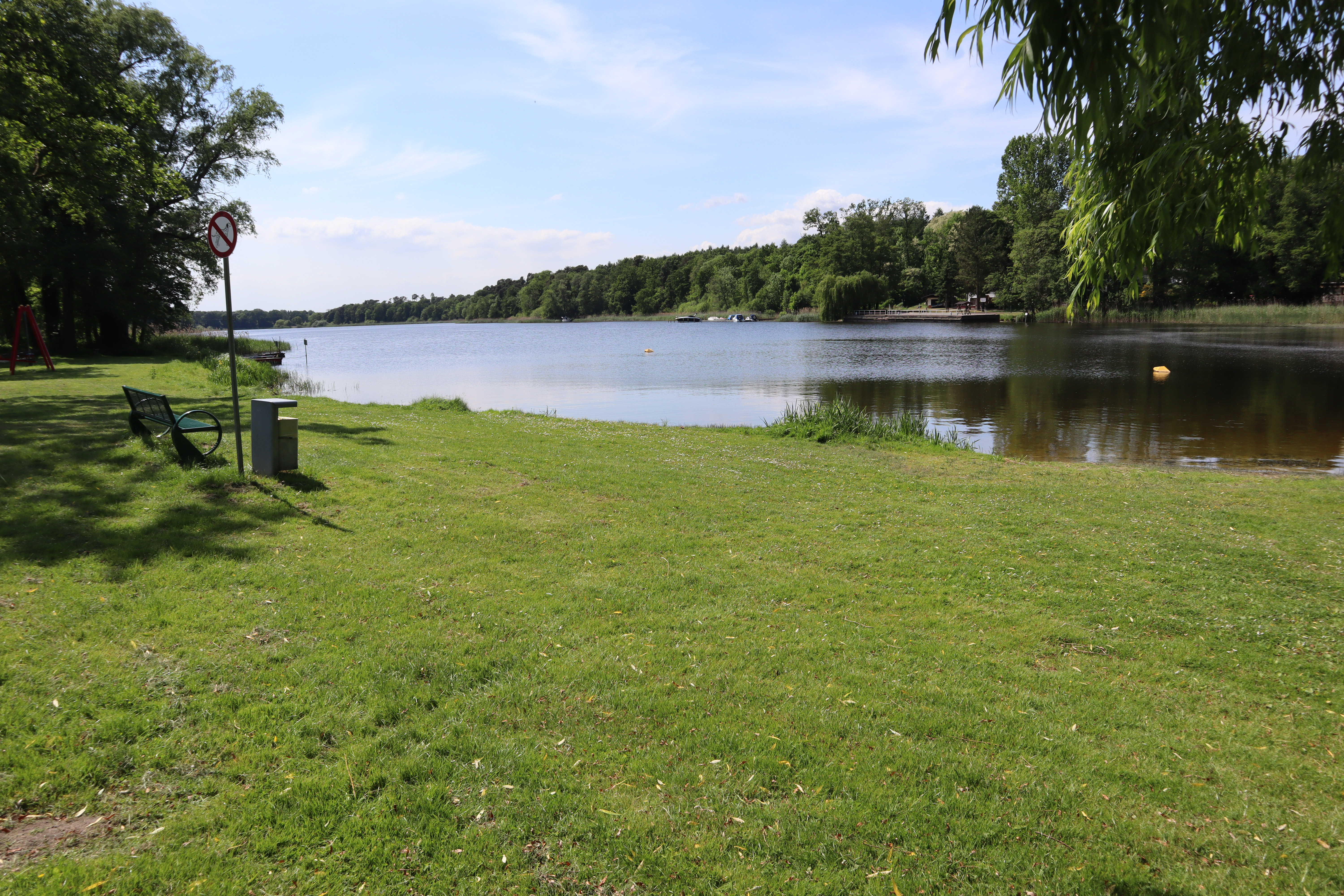
Badestelle im Dorf am See

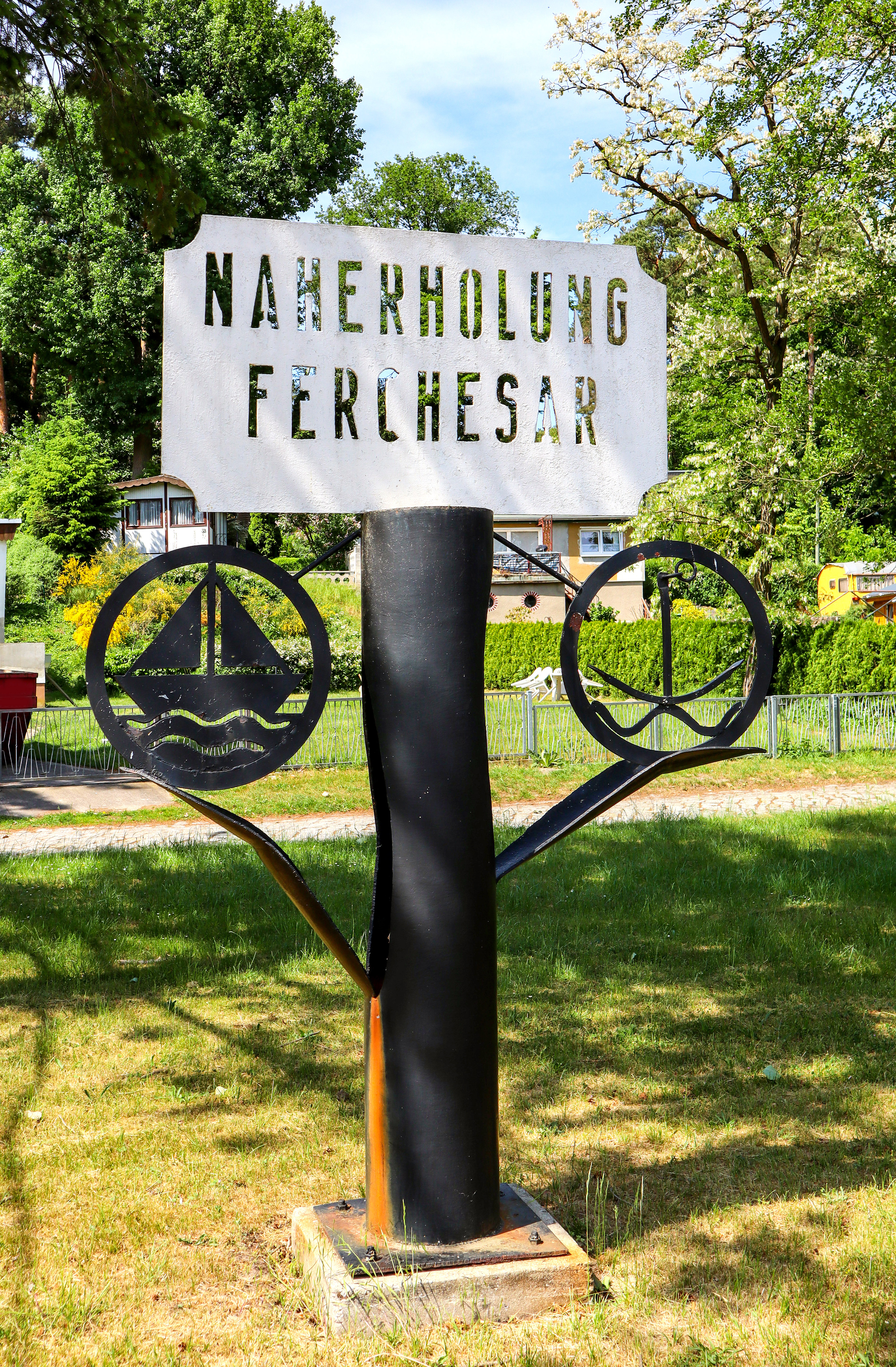
Schild an der Kaianlage

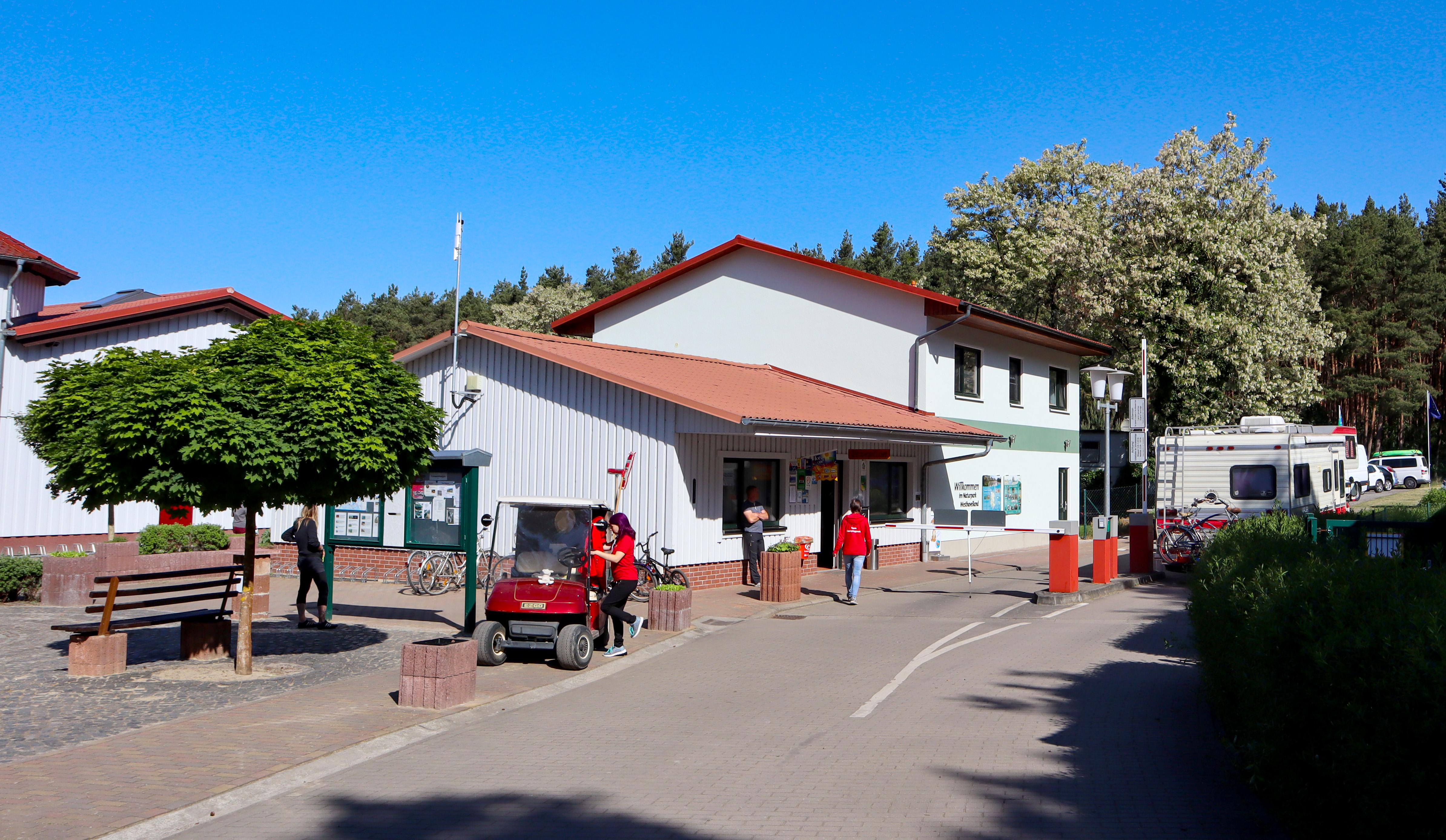
Campingplatz „Buntspecht“

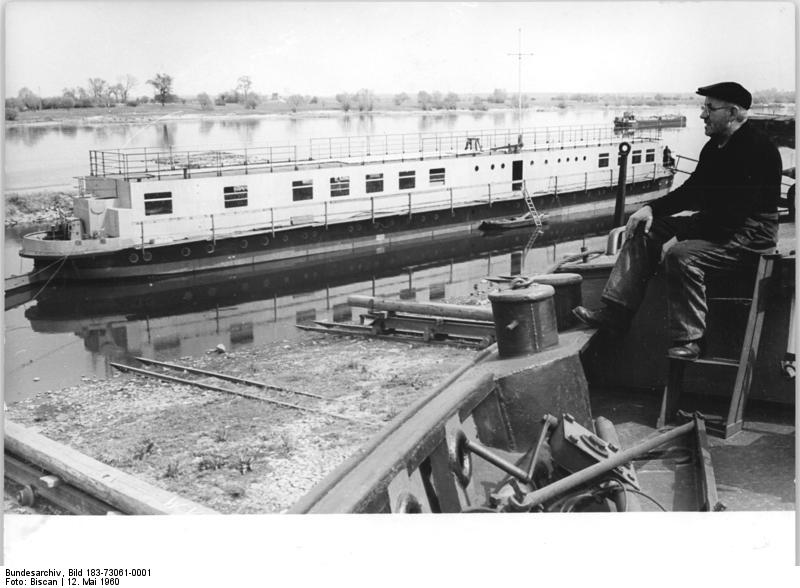
Ferienschiff auf der Werft in Frohse

Seit dem Anfang des 20. Jahrhunderts wurde Ferchesar als „Perle des Havellandes“ bezeichnet. Das Dorf wurde und wird durch seine naturnahe ruhige Lage oberhalb des Ferchesarers See als Urlaubsort geschätzt.
Der Gastwirt Seeger eröffnete 1903 die erste Badestelle des Ortes. Die Badestrände und die gut ausgebauten Wander- und Radwege um den See und der Umgebung ziehen auch heute Touristen an.
Zu Beginn 1960er Jahre entstanden am nördlichen Seeufer, unter anderem auf dem Gelände eines früheren Sägewerkes, private Wochenendhäuser und Ferienhäuser von Betrieben. Der See wurde teilweise ausgebaggert und eine Kaianlage wurde errichtet zum herbstlichen Abtransport von Zuckerrüben per Schiff und für den sommerlichen Ausflugsverkehr von Rathenow ab 1975 mit dem MS „Sonnenschein“. Nach 1970 kam ein kleiner Kiosk dazu, der im Sommer die Urlauber und Gäste des Zeltplatzes am ersten und zweiten Haken versorgte. Etwa ab 1978 bis etwa 2010 wurde im Sommer das „Café am Kai“ an der Kaianlage betrieben.
Am Ostufer des Sees wurde auf einem 4 Hektar großen Gelände des Forsthauses Tegeland das Ferienlager des Gummiwerks aus Schönebeck (Elbe) errichtet, das in den 1980er Jahren das Ferienschiff „John Schehr“ nach Ferchesar holte. Der umgebaute Seitenrad-Dampfer ist heute noch vorhanden. Nach 1990 erwarb ein Privatmann das Gelände und führte das Kinderferienlager bis 2007 fort. Seit einem Eigentümerwechsel ist das Gelände ungenutzt und verfällt.
Südwestlich des Dorfes an der Dranseschlucht entstand ein Naherholungsgebiet aus 150 privaten Wochenendhäusern und Ferienhäusern einiger Industriebetrieb der Region. Im Sommer gab eine Zelt-Gaststätte und Zelt-Kino.
Noch bis in die 1980er Jahre gab es im Dorf eine eigene Bäckerei, eine Gärtnerei, eine Schmiede und einen Stellmacher.
Aus dem kleinen Zeltplatz am ersten Haken des Ferchesarer Sees entstand zwischen 2006 und 2008 ein Fünf-Sterne-Campingplatz.

### Archäologie
Es wurden Funde des slawischen und deutschen Mittelalters im Dorf, in der Dorfstraße, beim früheren Gutshaus und auf dem Gelände früheren Gärtnerei dokumentiert. Am Semliner Weg kamen Siedlungsreste aus der Bronze- und Eisenzeit zum Vorschein, so auch am ehemaligen Gutshof. Auch an den Rändern der Ferechesaer Heide nördlich des Dorfes wurden an den Rändern zum See und an den Hängen des Hasen- und Bärenberges stein- und bronzezeitliche Funde geborgen.

### Landwirtschaft
Bei der Bodenreform wurden 1946 drei Großbauern mit Besitzungen über 100 Hektar enteignet, darunter das Rittergut der von Knoblauch. Das Land wurde an 94 landarme Bauern und Umsiedler vergeben.
Im Jahre 1953 entstand die erste Landwirtschaftliche Produktionsgenossenschaft vom Typ III. 1960 gab es auch eine LPG vom Typ I, die 1967 an die LPG Typ III angeschlossen wurde.

### Eingemeindungen
Ferchesar gehörte ursprünglich zum Havelländischen Kreis der Mark Brandenburg. Es kam 1817 zum Kreis Westhavelland, dem späteren Landkreis Westhavelland. 1928 wurden die Gutsbezirke Ferchesar, Lochow II und Lochow III mit der Landgemeinde Ferchesar vereinigt.
Am 25. Juli 1952 kam die Gemeinde Ferchesar zum Kreis Rathenow, am 6. Dezember 1993 kam sie zum heutigen Landkreis Havelland. Am 31. Dezember 2002 wurden die Gemeinden Ferchesar und Stechow zur neuen Gemeinde Stechow-Ferchesar im Amtes Nennhausen zusammengeschlossen.

### Einwohnerentwicklung
| Jahr | Einwohner |
| ---- | --------- |
| 1800 | [0]200    |
| 1817 | [0]185    |
| 1840 | [0]236    |
| 1858 | [0]301    |
| 1871 | [00]335   |
| 1875 | [00]407   |

| Jahr | Einwohner |
| ---- | --------- |
| 1885 | [00]379   |
| 1890 | [00]401   |
| 1895 | [0]403    |
| 1910 | [00]357   |
| 1925 | [0]389    |
| 1933 | [00]354   |

| Jahr | Einwohner |
| ---- | --------- |
| 1939 | [0]358    |
| 1946 | [0]476    |
| 1964 | [0]334    |
| 1971 | [00]314   |
| 1981 | [00]322   |
| 1990 | [00]325   |

| Jahr | Einwohner |
| ---- | --------- |
| 1999 | [00]361   |
| 2018 | [00]328   |
| 2023 | [0]342    |

## Religion
Die evangelischen Christen aus Ferchesar gehören heute zur Evangelischen Reformationsgemeinde Westhavelland im Kirchenkreis Nauen-Rathenow im Sprengel Potsdam der Evangelischen Kirche Berlin-Brandenburg-schlesische Oberlausitz. Früher gehörte die Kirchengemeinde Ferchesar zur Pfarrei Stechow im Kirchenkreis Rathenow.

## Politik

### Ortsvorsteher
Ehrenamtlicher Ortsvorsteher ist Lorenz Rauser, er wurde bei der Kommunalwahl 2019 wiedergewählt.

### Ortsbeirat
Ortsvorsteher und Ortsbeirat vertreten die Interessen der Einwohner bei der Gemeinde. Der Ortsbeirat hat 3 Mitglieder, die jeweils bei den Kommunalwahl gewählt werden.
Die Zusammensetzung des Rates ist seit der Kommunalwahl am 26. Mai 2019 unverändert. Gewählt wurden eine Ortsbeirätin und zwei Räte.

## Kultur und Sehenswürdigkeiten

### Bauwerke

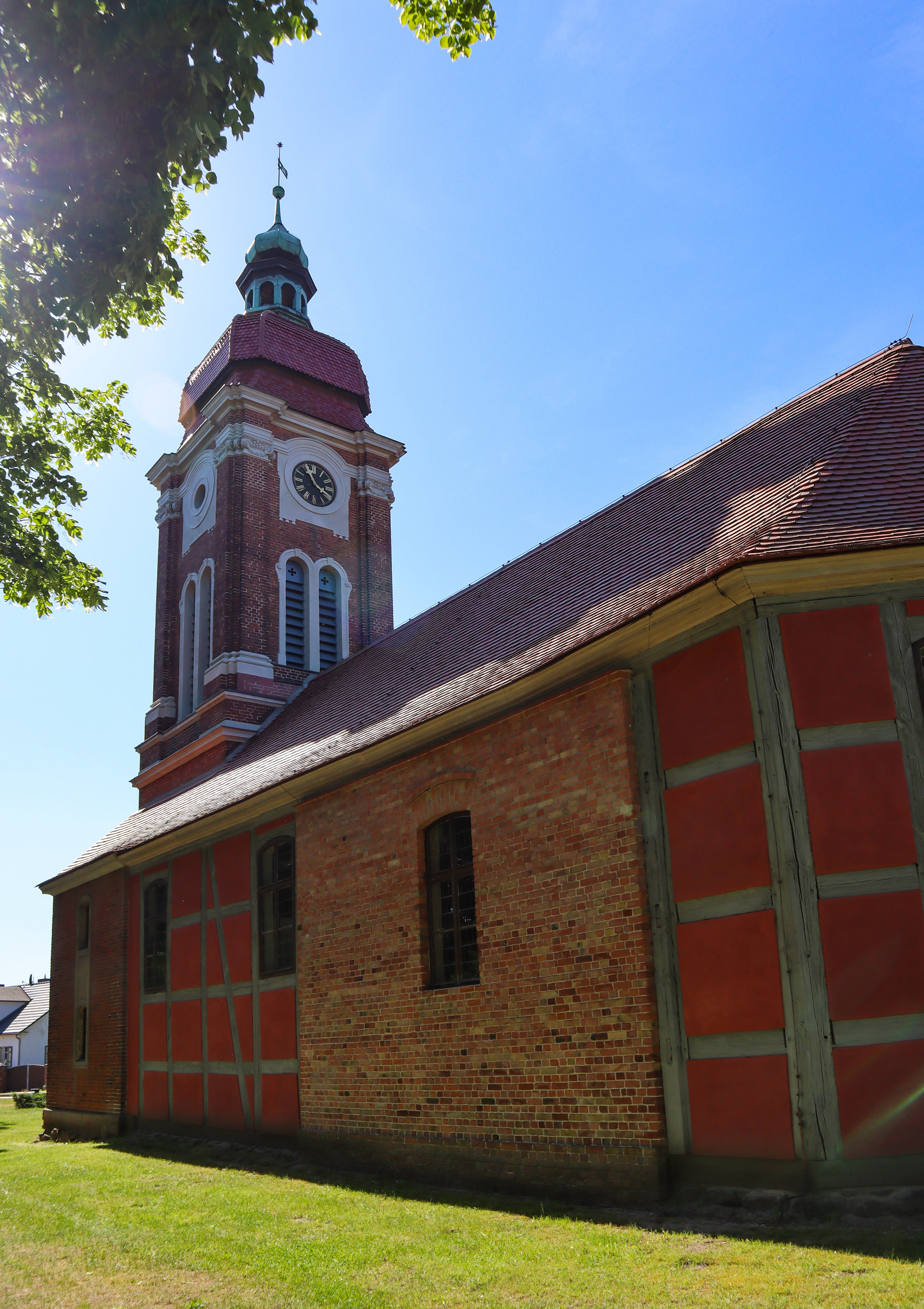
Dorfkirche in Ferchesar

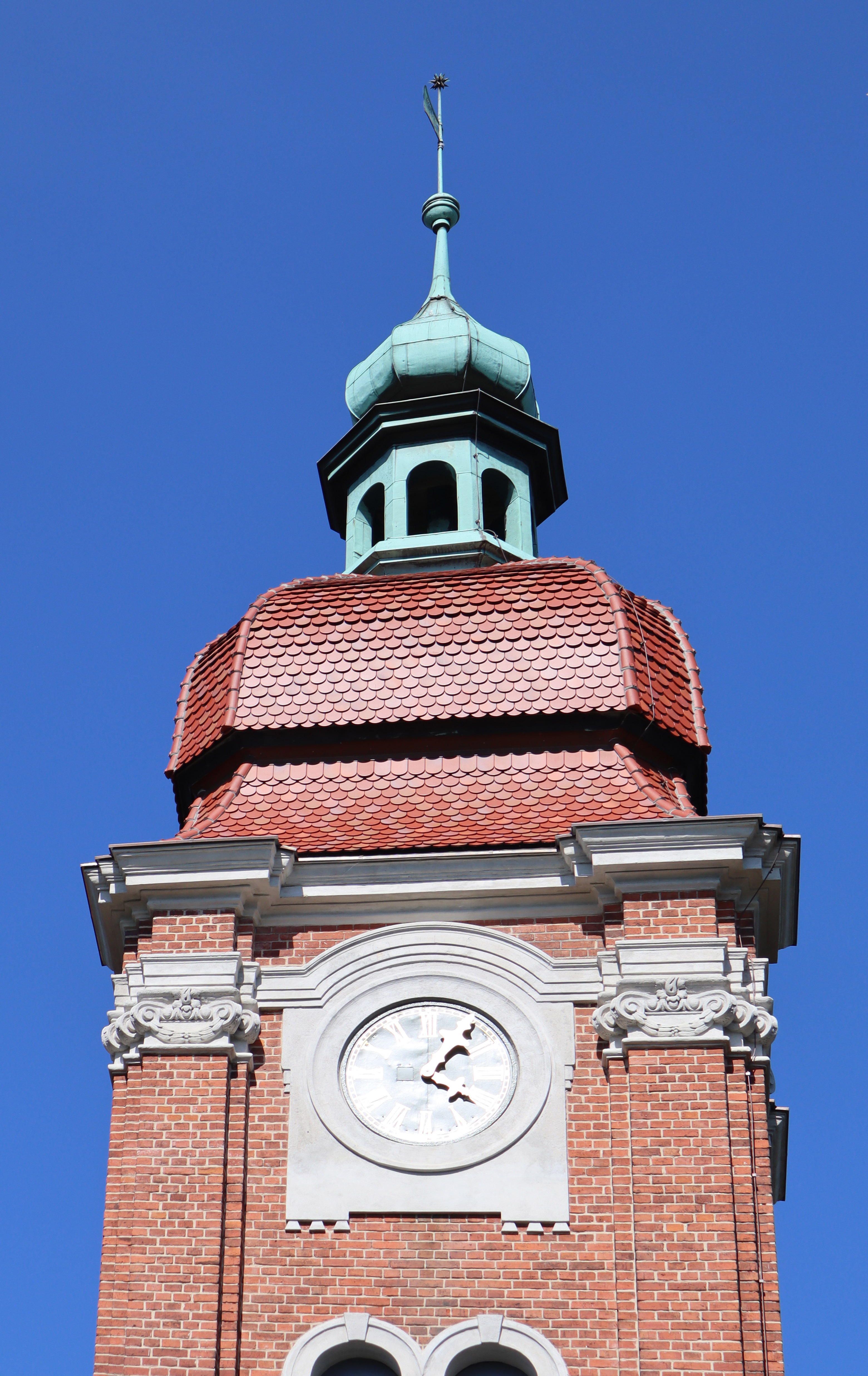
Turmuhr der Kirche

Zu den ältesten Gebäuden des Dorfes zählen einige alte Fachwerkgebäude und -scheunen aus dem 17. Jahrhundert.
Die evangelische Dorfkirche Ferchesar auf dem Dorfanger wurde zwischen 1735 und 1737 erbaut. Von der alten Fachwerkkirche sind nur noch einige Wände des Kirchenschiffes erhalten. Der Turm wurde 1838 wieder in Fachwerkbauweise erneuert, 1906 abgerissen und 1907 als massiver Backsteinturm im neubarocken Stil wieder aufgebaut. Das doppelte Zwiebeldach vom Turm erinnert an das Wappen der Familie von Knoblauch. Die Kirche besitzt eine frühgotische Glocke. Aus dem 19. Jahrhundert stammt die Turmuhr, die ein Uhrwerk mit Gewichtszügen hat, welches alle 8 Tage aufgezogen werden muss.

### Veranstaltungen
Jedes Jahr findet in Ferchesar Ende Juli/Anfang August ein Sommerfest statt.

## Sagen aus Ferchesar
Adalbert Kuhn überlieferte 1844 die Sage „Lüchtemännchen gefangen“, die ihm ein Schäfer erzählt hatte. Ein Kuhhirte hatte seine Herde in der Heide weiden lassen. Als er heimkehrte, fehlte ihm eine Kuh. Er ging zurück, um sie zu suchen. Vor Erschöpfung setzte es sich auf einen Baumstumpf, um sich einen Pfeife anzuzünden. Da umschwärmte ihn ein „großes Heer von Lüchtemännchen“. Er fing eines, da hatte er plötzlich einen Knochen in der Hand. Am nächsten Tag fand er seine Kuh wieder, doch abends kamen die Lüchtemännchen zu ihm und drohten ihm das Haus anzustecken, wenn er ihren Kameraden nicht herausgab. Er legte den Knochen auf seine Hand, hielt ihn zum Fenster hinaus und ein hell flackerndes Lüchtemännchen hüpfte davon. Wilhelm Schwartz erzählt die Sage ebenfalls und erläutert, dass mit einem Lüchtemännchen ein Irrlicht gemeint ist. Es werden wohl Glühwürmchen gewesen sein, die gibt es noch heute in der Ferchesarer Heide.
Im Jahre 1848 überlieferte Adalbert Kuhn die Sage „Die feurige wilde Jagd“, die ihm in Ferchesar erzählt worden war. Einem Schäfer war, als er im Wald mit seinen Tieren weidete, ein Schaf „dumm“ geworden, es wollte nicht von der Stelle, so ließ er es liegen. Als er abends zu Hause war, fiel ihm auf, dass das Schaf noch fehlte. Er ging zusammen mit seinem Bruder in die Heide, um das Schaf zu suchen. Sie sahen aus der Ferne einen Feuerklumpen. Sie hetzten ihre Hunde darauf, aber das Feuer stob auseinander. Da liefen sie schnell nach Hause. Kaum hatten sie den Schafstall erreicht, hörten sie draußen die Wilde Jagd toben. Eine Stimme rief ihnen nach, das sollten sie nicht wieder versuchen, sonst müssten sie mitessen. Der Feuerklumpen könnte ein leuchtender Pilz gewesen sein, also ebenfalls ein Fall von Biolumineszenz.